# Rhododendron taishunense
Rhododendron taishunense là một loài thực vật có hoa trong họ Thạch nam. Loài này được B.Y. Ding & Y.Y. Fang miêu tả khoa học đầu tiên năm 1987.